# Cyryl II (arcybiskup Cypru)
Cyryl II, nazwisko świeckie Papadopoulos (ur. 1845 w Prodromos, zm. 1916) – zwierzchnik Cypryjskiego Kościoła Prawosławnego w latach 1909–1916.

## Życiorys
Wybrany na arcybiskupa Nowej Justyniany i całego Cypru po dziewięcioletnim wakacie na urzędzie po śmierci Sofroniusza III. Wybór arcybiskupa nastąpił po tak znacznej przerwie z powodu zażartej rywalizacji o sukcesję po Sofroniuszu III między Cyrylem, ówcześnie metropolitą Kition, a noszącym to samo imię metropolitą Kirenii. Między zwolennikami obydwu hierarchów dochodziło nawet do walk ulicznych, a w 1908 Brytyjczycy wprowadzili z tego powodu stan wyjątkowy na Cyprze. Cyryl (Papadopoulos), zwany z powodu postury Wielkim Cyrylem, był zwolennikiem enosis i miał większe poparcie wiernych, jego kontrkandydata wspierała cypryjska elita intelektualna, za jego kandydaturę opowiedział się również patriarcha Konstantynopola, poproszony o rozstrzygnięcie sporu. Wierni uniemożliwili jednak intronizację metropolity Kirenii i ostatecznie to Cyryl (Papadopoulos) objął urząd arcybiskupi i pozostał na nim do śmierci.
Jako zwierzchnik Cypryjskiego Kościoła Prawosławnego w szczególności opiekował się świątyniami Kościoła, organizując budowę wielu nowych obiektów sakralnych. Dbał również o szkoły prowadzone przez Kościół.
W okresie sprawowania przezeń urzędu, w 1914, został opracowany najstarszy statut wewnętrzny Kościoła.
Pochowany w Nikozji. W 2010 jego grób, podobnie jak sąsiadujące nagrobki arcybiskupów Sofroniusza III i Cyryla III, stał się przedmiotem aktu wandalizmu.